# Leone I di Galizia
Leone I di Galizia, nato come Lev Danilovič (in ucraino Лев Дани́лович?, Lev Danýlovič; 1228 circa – 1301 circa),, fu principe di Galizia (1264-1301), di Belz (1245-1269), Przemyśl e di Volinia (1292-1301).
In alcune regioni, come il principato di Kiev e quello di Perejaslav, avanzò delle rivendicazioni tra il 1270 e il 1290, ma tali pretese non si tramutarono probabilmente in un controllo stabile. Figlio di Danilo di Galizia e della sua prima moglie Anna Mstislavna di Smolensk (una figlia di Mstislav Mstislavič l'Audace), è conosciuto soprattutto per la fondazione della città che a lui deve il nome, Leopoli, oggi in Ucraina, nata come fortezza contro i tartari.

## Ascendenza
|                    |                     |                                 | Genitori |  |  | Nonni             |  |  | Bisnonni               |  |
|                    |                     |                                 |          |  |  | Romano Mstislavič |  |  | Mstislav II Izjaslavič |  |
|                    |                     |                                 |          |  |  | Romano Mstislavič |  |  | Mstislav II Izjaslavič |  |
|                    |                     | Agnese di Polonia               |          |  |  | Romano Mstislavič |  |  |                        |  |
| Danilo Romanovič   |                     |                                 |          |  |  | Romano Mstislavič |  |  |                        |  |
|                    |                     | Anna Eufrosina                  | …        |  |  |                   |  |  |                        |  |
|                    |                     | Anna Eufrosina                  | …        |  |  |                   |  |  |                        |  |
|                    |                     | Anna Eufrosina                  | …        |  |  |                   |  |  |                        |  |
| Leone I di Galizia |                     | Anna Eufrosina                  |          |  |  |                   |  |  |                        |  |
|                    | Mstislav Mstislavič | Mstislav Rostislavič            |          |  |  |                   |  |  |                        |  |
|                    | Mstislav Mstislavič | Mstislav Rostislavič            |          |  |  |                   |  |  |                        |  |
|                    | Mstislav Mstislavič | figlia di Jaroslav Osmomysl (?) |          |  |  |                   |  |  |                        |  |
| Anna Mstislavna    | Mstislav Mstislavič |                                 |          |  |  |                   |  |  |                        |  |
|                    |                     | Maria                           | Köten    |  |  |                   |  |  |                        |  |
|                    |                     | Maria                           | Köten    |  |  |                   |  |  |                        |  |
|                    |                     | Maria                           | …        |  |  |                   |  |  |                        |  |
|                    |                     | Maria                           |          |  |  |                   |  |  |                        |  |